# Netgear
NETGEAR, Inc. — американська компанія, що виробляє активне мережеве обладнання та мережеві системи зберігання даних.
Компанія створює як недорогі продукти для дому та малого офісу, так і рішення для корпоративних мереж і сервіс-провайдерів.
NETGEAR було засновано 1996 року. Штаб-квартира компанії розташована в Сан-Хосе, штат Каліфорнія, США.
Регіональні офіси компанії діють приблизно в 25 країнах світу.
Продукти NETGEAR продають приблизно 28 тисяч торговельних точок і близько 29 тисяч VAR-реселерів по всьому світу.
За інформацією аналітичної агенції Gartner, у 2010 році компанія NETGEAR стала світовим лідером за поставками мережевих систем зберігання даних вартістю до $5000.

## Продукція
Основні групи пристроїв, що виробляє компанія:
- Маршрутизатори
- Бездротове обладнання стандарту Wi-Fi
- Пристрої xDSL
- PowerLine
- Мережеві комутатори Ethernet
- Мережеві екрани
- Мережеві системи зберігання даних
- IP-камери

## Галерея
| NETGEAR Nighthawk AC1900 Wi-Fi Router R7000 | Dual WAN Gigabit VPN Firewall NETGEAR FVS336G | NETGEAR ProSAFE 16-Port 10-Gigabit Smart Managed Switch XS716T |